# Лысогорка (Жмеринский район)
Лысогорка (укр. Лисогірка) — село на Украине, находится в Жмеринском районе Винницкой области.
Код КОАТУУ — 0521083701. Население по переписи 2001 года составляет 457 человек. Почтовый индекс — 23112. Телефонный код — 4332.
Занимает площадь 2,18 км².

## Адрес местного совета
23117, Винницкая область, Жмеринский р-н, с. Лысогорка, ул. Ленина, 8